# Santa Llúcia de Mur (església)
Santa Llúcia de Mur és l'església romànica del poble homònim: Santa Llúcia de Mur. Pertany a l'antic terme de Mur, integrat actualment en el municipi de Castell de Mur, del Pallars Jussà.
Es troba a la part més baixa del poble de Santa Llúcia de Mur, prop del barranc de la Fonteta i de la Font de la Moixa.
Es tracta d'una església documentada des d'antic (1094), quan els comtes de Pallars Jussà Ramon V i Valença, juntament amb els seus fills, nets del mític Arnau Mir de Tost, donaren aquesta església i d'altres dels entorns de Mur al monestir de Lavaix. Tornà més tard a mans dels Mur, i la canònica de santa Maria hi tingué un priorat. Amb el temps passà a ser església parroquial, i actualment és una capella de la parròquia de Guàrdia.
| Façana de ponent, amb la porta d'entrada | Façana nord, amb restes del basament primitiu |
| Façana de ponent, amb la porta d'entrada | Façana nord, amb restes del basament primitiu |

És d'una sola nau, molt transformada amb el pas del temps, coberta amb volta de canó semicircular, que té un arc toral de reforç. Sembla correspondre, la part que es conserva de l'obra original, a una construcció romànica tardana, del segle xiii.
Aquesta església tenia dues petites taules amb pintures romàniques, actualment conservades al Museu Nacional d'Art de Catalunya. Totes dues estan dedicades a la santa patrona de l'església.